# 34808 Bocosur
34808 Bocosur è un asteroide della fascia principale. Scoperto nel 2001, presenta un'orbita caratterizzata da un semiasse maggiore pari a 3,121390 UA e da un'eccentricità di 0,038133, inclinata di 9,964570° rispetto all'eclittica. Ha un diametro di 5,949 km.